# Amjad
Amjad is een gezamenlijke compositie van Gavin Bryars en David Lang.
Bryars kreeg de opdracht voor dit werk van het balletgezelschap La La La Human Steps. Zij wilden met hun leider Edouard Lock een werk dat teruggreep op de grote balletten van Pjotr Iljitsj Tsjaikovski, maar tegelijkertijd moderne muziek moest bevatten. Bryars nam daarvoor de balletten Het zwanenmeer en De schone slaapster. Bryars is binnen de moderne klassieke muziek daar wel de aangewezen persoon voor. Zijn basisstijl is minimal music, maar die is in verhouding tot die van Philip Glass en Steve Reich meer geworteld in die klassieke muziek. Een combinatie met romantische muziek (het klassieke element) en minimal music (het moderne element) worden naadloos in elkaar gevoegd door Bryars.
Om zo veel mogelijk uitvoeringen te kunnen genereren werd de orkestratie van Tsjaikovski teruggebracht naar twee altviolen, een cello en een piano. Bryars koos voor 16 fragmenten uit beide balletten en stuitte daarbij op een probleem. De muziek is overal verkrijgbaar, doch de omzetting naar daadwerkelijk ballet is in handen van de balletgezelschappen zelf. Uiteindelijk kon Bryars zich baseren op het manuscript van het Royal Ballet, maar er ontbraken nog een paar onderdelen, die ter beschikking werden gesteld door het Operaballet uit Parijs. Het bleken de pianopartijen te zijn, die Noerajev gebruikte. Van de zestien deeltjes die Bryars schreef kwamen er uiteindelijk dertien in Amjad terecht. Lock voegde nog vier delen van David Lang toe, de muziek verschilt nauwelijks van die van Bryars.
De uiteindelijke muziek laat zich beluisteren als een anachronisme in de moderne muziek. De kamermuziekorkestratie brengt Tsjaikovski van de grote gebaren terug naar de essentie. Het is dan ook bijzonder dansbare muziek. Daarbij komt de muziek dicht bij de salonmuziek uit het begin van de 20e eeuw, maar is daarvoor te fijn en geraffineerd. Slechts af en toe is merkbaar, dat dit het werk is dat stamt uit de 21e eeuw.

## Delen
Het geheel wordt zonder onderbreking gespeeld:
1. David Lang: Amjad New 6-1 4:28
2. Gavin Bryars Amjad no. 8 7:26 (Dance des cygnes)
3. Gavin Bryars Amjad no. 10 3:37 (Sortie des invités et valse)
4. Gavin Bryars Amjad no. 1 5:21 (Tempo di vale)
5. Gavin Bryars Amjad no. 2 4:52 (Pas de trois)
6. Gavin Bryars Amjad no. 14 4:17 (Panaroma (Slaapster)
7. Gavin Bryars Amjad no. 6 4:09 (Scene)
8. Gavin Bryars Amjad no. 3 3:34 (Pas de deux)
9. Gavin Bryars Amjad no. 9 4:06 (Dance des cygnes)
10. Gavin Bryars Amjad no 11 4:20 (Scene finale, andante)
11. Gavin Bryars Amjad no. 16 3:24 (pas de deux (Slaapster)
12. David Lang: Amjad I await 4:21
13. Gavin Bryars Amjad no. 7 3:22 (Danse des cygnes)
14. Gavin Bryars Amjad no. 15 5:37 (Entr’acte (Slaapster)
15. Gavin Bryars Amjad no. 12 6:43 (Rose adagio (Slaapster)
16. David Lang: Amjad Sleeping Panorama 4:42
17. David Lang: Amjad Swan without bass drum 5:18

## =Uitvoeringen
De eerste uitvoering vond plaats in het National Arts Centre/ Centre national des Arts te Ottawa op 20 april 2007. Het werk ging vervolgens de gehele wereld over in een 73-dagen durende tournee, waarna op 4 januari 2008 het Muziektheater in Amsterdam de Nederlandse première volgde. Het werk duurt circa 80 minuten.

## Discografie
- Uitgave Gavin Bryars 010: Jennifer Thiessen, Jill Van Gee (altviool), Elisabeth Giroux (cello) en Njo Kong Kie (piano en leider); allen vanaf het begin betrokken bij deze compositie en ook de première gaven.